# Fehérvárcsurgó
Fehérvárcsurgó è un comune dell'Ungheria di 1.871 abitanti (dati 2001). È situato nella contea di Fejér.